# 東京都道458号白山小台線
東京都道458号白山小台線（とうきょうとどう458ごう はくさんおだいせん）は、東京都文京区と足立区を結ぶ特定都道である。都市計画路道路補助93号。

## 概要
- 延長：4,680m[1]
- 都市計画路線名：補93,補93支1

本線
- 起点：文京区本駒込一丁目：駒本小学校前交差点 - 本郷通り（東京都道455号本郷赤羽線）交点
- 終点：足立区小台二丁目：東京都道449号新荒川堤防線交点

支線
- 起点：新田端大橋東詰交差点
- 終点：田端新町1丁目交差点 - 明治通り（東京都道306号王子千住夢の島線）/ 尾久橋通り（東京都道58号台東川口線）

## 通称
- 田端駅前通り：動坂下交差点 - 田端新町3丁目付近まで。
- 小台通り：田端新町3丁目 - 荒川土手付近まで。
- アップルロード：田端新町3丁目付近 - 小台交差点まで。
- みずき通り：小台交差点 - 小台橋まで。

## 通過する自治体
- 東京都
  - 文京区
  - 北区
  - 荒川区
  - 足立区

## 交差する道路
- 不忍通り（東京都道437号秋葉原雑司ヶ谷線）　動坂下交差点
- 明治通り（東京都道306号王子千住夢の島線） 田端新町三丁目交差点
- 都電通り（東京都道306号王子千住夢の島線支線）　小台交差点

## 周辺
- 文京区立駒本小学校
- 都立駒込病院
- 田端駅
- 北区立滝野川第四小学校

支線
- マルエツ 田端店
- 中央動物専門学校